# ليجنانو سابيا دورو

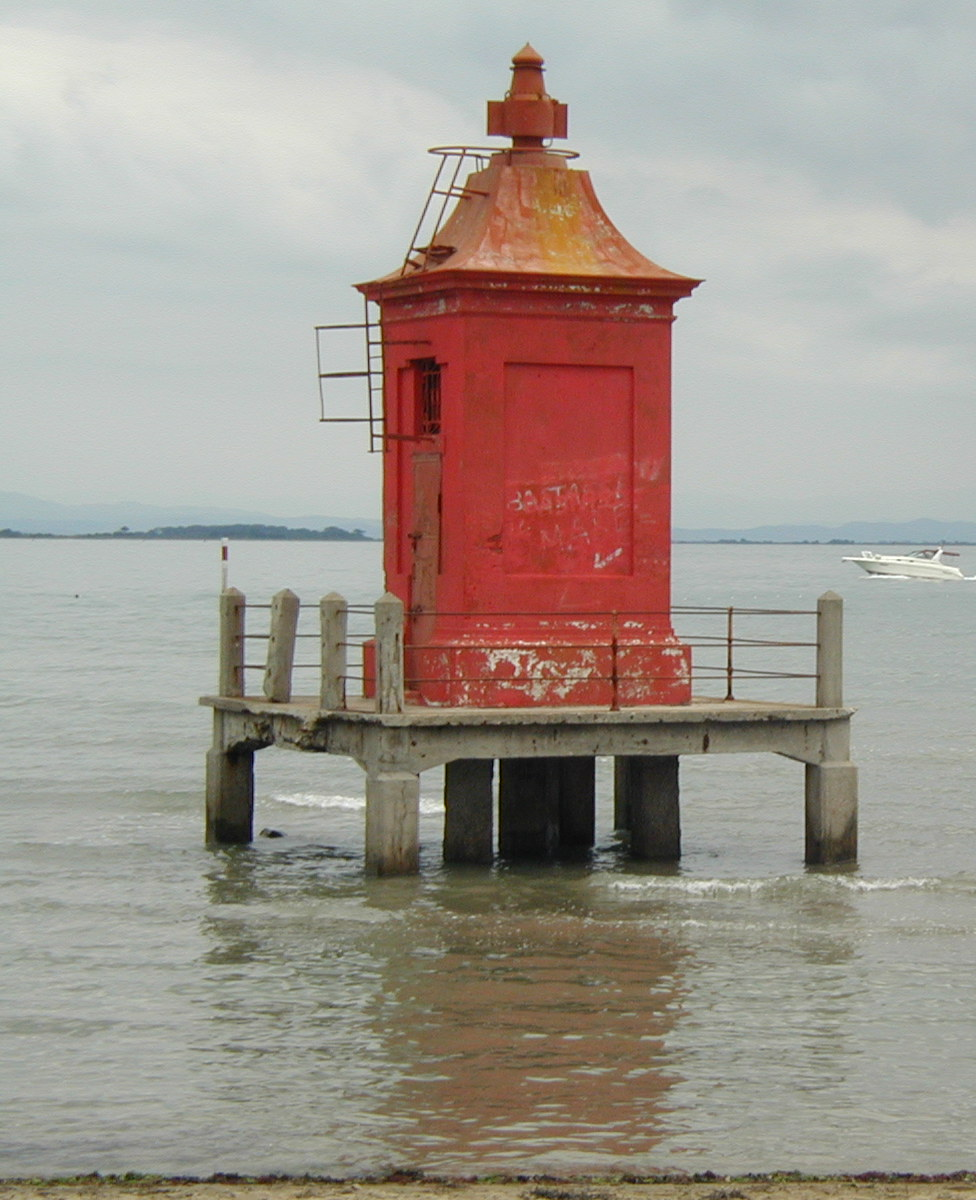
منارة في ليجنانو سابيادورو.

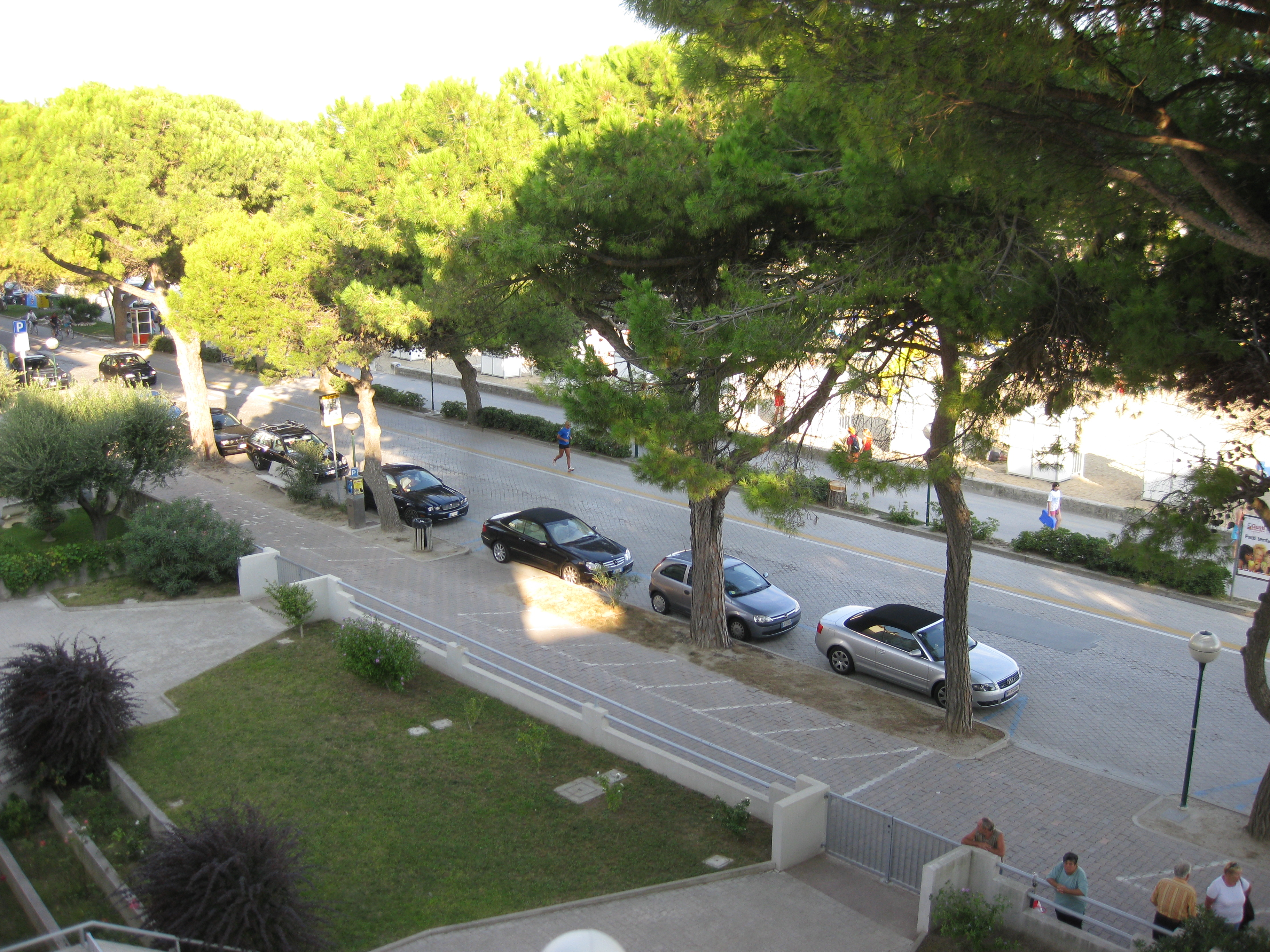
لونج ماري تريست.

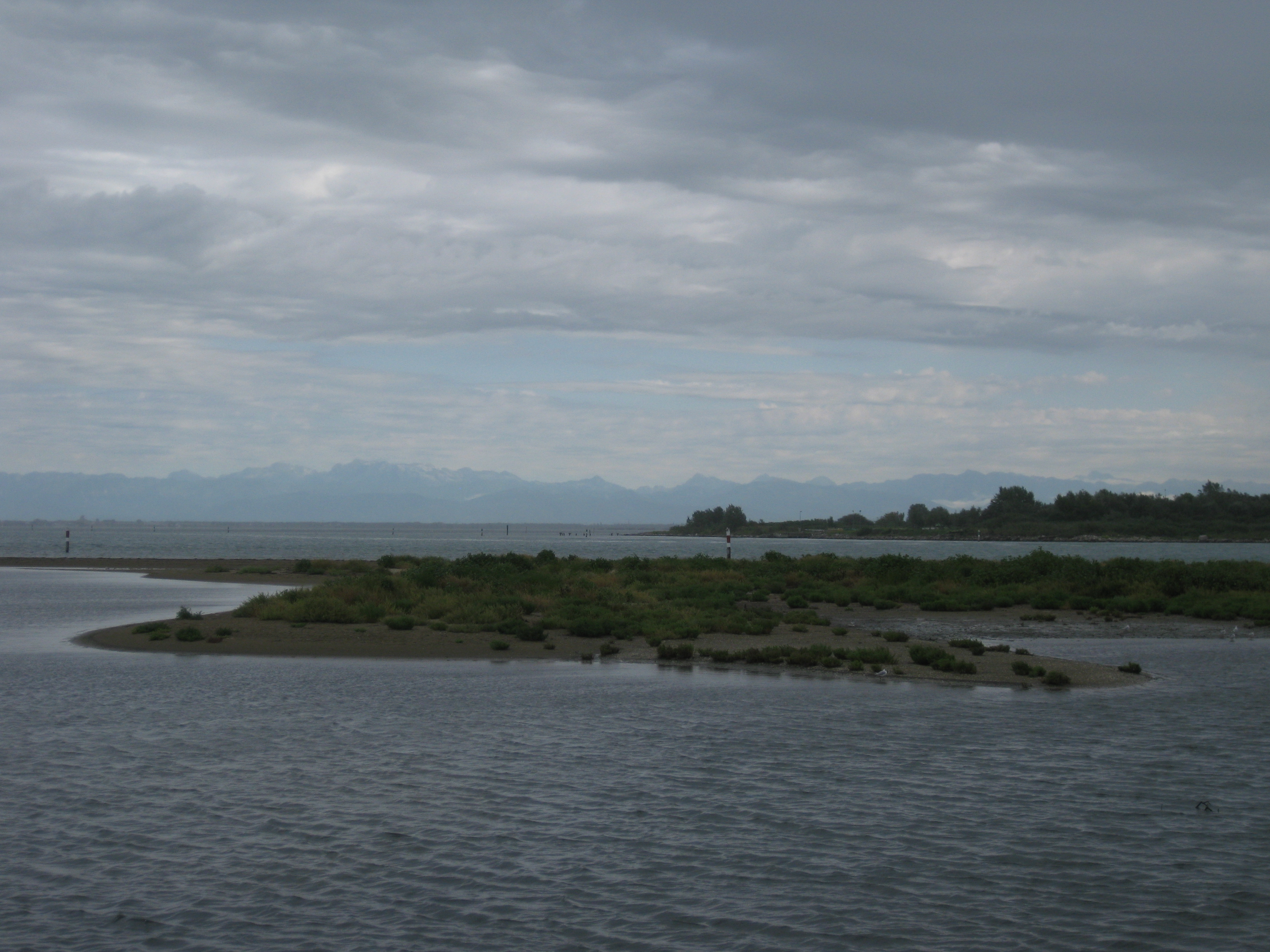
مارانو لا جون.

ليجنانو سابيادورو هي بلدة ومدينة داخل مقاطعة أوديني، في منطقة فريولي فينيتسيا جوليفي شمال شرق إيطاليا. إنه أحد المنتجعات الصيفية الرئيسية في شمال إيطاليا وعلى ساحل البحر الأدرياتيكي.

## التاريخ
تطورت ليجنانو سابيادورو في أوائل القرن العشرين من بعض منتجعات الضيافة، والتي لم يكن من الممكن الوصول إليها في البداية إلا عن طريق البحر. جاء السكان الأوائل عام 1931، بعد تجفيف الأهوار المجاورة. تم بناء أول طريق يربط بين ليجنانو مع مجتمع لاتيسانا القريب في عام 1926.
كان يُعرف سابقًا باسم ليجنانو ببساطة، وكان الاسم سابيادورو (من «سابيادورو» أي الرمل الذهبي) في عام 1935 لأسباب ترويجية.
وهي مقسمة إلى ثلاث مناطق، لكل منها سماتها الخاصة: المركز التاريخي، المليء بالمحلات التجارية والمطاعم (ليجنانو سابيادورو نفسها)؛ منطقة ليجنانو بينيتا الأكثر خضرة، مع حدائق وممرات جميلة للتنزه؛ وليجنانو ريفيرا، الواجهة البحرية، غنية بهواء البحر المالح وأشجار الصنوبر الساحلية.
خلال الحرب العالمية الثانية، حدثت آخر عمليات البحرية الألمانية - التي تضمنت إجلاء القوات والأفراد من استريا وتريشت قبل تقدم اليوغوسلافيين - هنا في مايو 1945. هبطت قوة معادية تقدر بـ 4000 من 26 سفينة من جميع الأنواع عند مصب نهر تاليامنتو. تضمنت المعدات الألمانية قوارب إلكترونية وLSTs وسفينة مستشفى صغيرة وجميع أنواع النقل ومجموعة متنوعة من الأسلحة. كان عدد الكتيبة 21 من الفرقة الثانية لنيوزيلندا يفوق عددهم 20 إلى واحد، ولكن في النهاية، في 4 مايو 1945، استسلم الألمان. أصبحت ليجنانو بلدية مستقلة في عام 1959. تعيش ليجنانو في السياحة الصيفية، وهي موطن للمواطنين النمساويين والألمان والسلوفينيين.
في أواخر عام 2010 إلى أوائل عام 2020، اكتسبت المدينة شعبية على الإنترنت بسبب قناة YouTube الساخرة كارتوني مورتي التي تقوم ببطولة الشخصية المتكررة رئيس بلدية ليجنانو.

## ترازا مير
( ترازا مير «شرفة على البحر» باللغة الإنجليزية) في ليجنانو سابيا دورو صممه المهندس المعماري ألدو برنارديس في عام 1969 وافتتح في عام 1972. حل محل المبنى السابق الذي صممه المهندس المعماري فالي. يعتبر من أهم المعالم الأثرية في المدينة، ويضم محلات تجارية وبارًا ومقصورة تشمس اصطناعي.

## مارينا ورصيف
مجمع المرسى( مارينا ) في ليجنانو هو الأكبر في إيطاليا ومن بين أكبر المجمعات في أوروبا، حيث يضم أكثر من 5000 مرسى. تقع الهياكل المختلفة لأبريليا ماريتيما وميناء مارينا بونتا فارو وأحواض بورتو فيكيو ومارينا أونو ومارينا بونتا فيردي في موقع استراتيجي حول شبه جزيرة لينيانو، من بحيرة مارانو الشاطئية إلى نهر تاليامنتو.

## أشخاص
- جورجيو سكربانينكو (1911 - 1969)، كاتب جريمة
- ماسيميليانو إسبوزيتو (1972)، لاعب كرة قدم وكرة قدم شاطئية

## علاقات دولية
ويغنانو سابيادورو توأمة مع:
- Eisenstadt, Austria
- Ketchum, US

## روابط خارجية
- الموقع الرسمي باللغة الإيطالية
- Messaggero Veneto - Giorgio Scerbanenco باللغة الإيطالية